# 晋南战役 (1947年)
晋南战役是1947年4月4日，中共由陳賡和王新亭指揮的晋冀鲁豫野战军四纵和太岳部队共6个旅5万余人對位於山西南部胡宗南部和阎锡山的军队发动的战役。晋南战役于5月12日结束。此次战役中共軍隊攻佔25座县城，300万人口的地区被中共控制。